# Pseudomalmea
Pseudomalmea là chi thực vật có hoa trong họ Annonaceae.

## Các loài
- Pseudomalmea boyacana (J.F. Macbr.) Chatrou, 1998
- Pseudomalmea darienensis Chatrou, 2006
- Pseudomalmea diclina (R.E. Fr.) Chatrou, 1998
- Pseudomalmea wingfieldii Chatrou, 2005